# 东梧站
東梧站（：／ Dongo yeok */?）是議政府輕軌沿線的一座高架車站，位於韓國京畿道議政府市新谷洞。

## 車站構造
站體為2面2線側式月台的高架車站，候車月台設有月台幕門。

### 月台配置
| 議政府中央 ↑ |
| \| 上        |
| ↓ 塞末       |

| 月台 | 路線          | 目的地                                 |
| ---- | ------------- | -------------------------------------- |
| 上行 | ●議政府輕電鐵 | 虎谷、回龍、鉢谷方向                   |
| 下行 | ●議政府輕電鐵 | 塞末、魚龍、塔石、複合文化融合園區方向 |

## 歷史
- 2012年7月1日：落成啟用。

## 車站周邊
- 議政府客運總站
- 東梧初等學校

## 相鄰車站
議政府輕軌交通
●議政府輕電鐵
議政府中央（U117）－東梧（U118）－塞末（U119）